# David Armstrong-Jones, II conte di Snowdon
Lord David Armstrong-Jones, II conte di Snowdon (David Albert Charles Armstrong-Jones, conosciuto come David Linley; St. James's, 3 novembre 1961), è un nobile britannico, mobiliere e presidente della casa d'asta Christie's London.
È un membro minore della famiglia reale britannica in quanto figlio della principessa Margaret, sorella della regina Elisabetta II. È cugino del re Carlo III del Regno Unito ed occupa la ventiseiesima posizione nella linea di successione al trono britannico.

## Biografia

### Famiglia ed educazione
Linley nacque nel 1961 a Clarence House, Londra, figlio di Antony Armstrong-Jones, I conte di Snowdon e della principessa Margaret, contessa di Snowdon, seconda figlia del re Giorgio VI.
All'età di cinque anni Linley partecipò a lezioni private tenute a Buckingham Palace insieme al cugino, il principe Andrea. Frequentò poi diverse scuole: la Gibbs Pre-Preparatoty School di Kensington, la Ashdown House School nell'East Sussex, la Millbrook House School nell'Oxfordshire e infine la Bedales School nell'Hampshire, dove si appassionò alle arti e mestieri. Dal 1980 al 1982 studiò artigianato del legno al Parnham College di Beaminster, nel Dorset.

### Vita professionale
Linley aprì un laboratorio a Dorking dove progettò e produsse mobili per tre anni prima di fondare la società David Linley Forniture Ltd, ora conosciuta come LINLEY, che vende mobili su misura, tappezzerie e prodotti di interior design noti per il loro aspetto neoclassico e l'uso di legni intarsiati. I suoi lavori sono venduti nei negozi al dettaglio a Belgravia, Mayfair e Burlington Arcade.
Dal 1º dicembre 2006 occupa il posto di presidente del negozio d'aste Christie's London, facendone già parte come direttore non-esecutivo del consiglio di amministrazione dal 2005.

### Ruolo pubblico
Come cugino del Re, Linley prende parte a eventi pubblici, come il Trooping the Colour e le celebrazioni natalizie a Sandringham.
L'8 aprile 2002, insieme al Principe di Galles (oggi Re Carlo III), al Duca di York e al Conte di Wessex (oggi Duca di Edimburgo), montò la guardia alla camera ardente della nonna, la regina madre.
Nel 2011 la figlia di Linley, Margarita, è stata "Damigella d'Onore" al matrimonio del principe William e Catherine Middleton, mentre nel 2012 suo figlio, Charles, è stato selezionato dalla regina come "Paggio d'Onore" nelle cerimonie di stato.

### Famiglia
Linley ha avuto relazioni con Susannah Constantine, Kate Menzies e Nicola Formby. L'8 ottobre 1993 ha sposato Lady Serena Stanhope, figlia di Charles Stanhope, XII conte di Harrington, nella chiesa di Santa Margherita di Westminster.
Lord e Lady Linley hanno avuto due figli:
- Charles Patrick Inigo Armstrong-Jones (Londra, 1º luglio 1999), visconte Linley (dal 13 gennaio 2017)
- Lady Margarita Elizabeth Rose Alleyne Armstrong-Jones (Londra, 14 maggio 2002)

Linley ha una sorella, Lady Sarah Chatto (nata Armstrong-Jones), una sorellastra e un fratellastro da parte del padre, Lady Frances von Hofmannsthal (nata Armstrong-Jones) e Jasper Cable-Alexander, figlio di suo padre e Melanie Cable-Alexander, una editrice del Country Life magazine.
Dal 2000 al 2002 Linley, sua moglie e suo figlio hanno vissuto a Kensington Palace con sua madre, la principessa Margaret, negli anni del suo declino.
Linley ha tre case: un appartamento a Chelsea, Londra, un cottage a 
Daylesford, nel Gloucestershire e lo Château d'Autet a Luberon, in Provenza, Francia.
Il 18 febbraio 2020 i due hanno annunciato la separazione.

## Albero genealogico
|                            |                           |                                 | Genitori                        |  |  | Nonni |  |  | Bisnonni                   |  |  | Trisnonni    |  |
|                            |                           |                                 |                                 |  |  |       |  |  | Sir Robert Armstrong-Jones |  |  | Thomas Jones |  |
|                            |                           |                                 |                                 |  |  |       |  |  | Sir Robert Armstrong-Jones |  |  | Thomas Jones |  |
|                            |                           | Jane Elizabeth Jones            |                                 |  |  |       |  |  | Sir Robert Armstrong-Jones |  |  |              |  |
| Ronald Armstrong-Jones     |                           |                                 |                                 |  |  |       |  |  | Sir Robert Armstrong-Jones |  |  |              |  |
|                            |                           | Margaret Roberts                | Sir Owen Roberts                |  |  |       |  |  |                            |  |  |              |  |
|                            |                           | Margaret Roberts                | Sir Owen Roberts                |  |  |       |  |  |                            |  |  |              |  |
|                            |                           | Margaret Roberts                | Jane Margaret Stagg             |  |  |       |  |  |                            |  |  |              |  |
| Antony, conte di Snowdon   |                           | Margaret Roberts                |                                 |  |  |       |  |  |                            |  |  |              |  |
|                            |                           | Leonard Messel                  | Ludwig Ernst Messel             |  |  |       |  |  |                            |  |  |              |  |
|                            |                           | Leonard Messel                  | Ludwig Ernst Messel             |  |  |       |  |  |                            |  |  |              |  |
|                            |                           | Leonard Messel                  | Anne Cussans                    |  |  |       |  |  |                            |  |  |              |  |
| Anne, Contessa di Rosse    |                           | Leonard Messel                  |                                 |  |  |       |  |  |                            |  |  |              |  |
|                            |                           | Maud Sambourne                  | Edward Linley Sambourne         |  |  |       |  |  |                            |  |  |              |  |
|                            |                           | Maud Sambourne                  | Edward Linley Sambourne         |  |  |       |  |  |                            |  |  |              |  |
|                            |                           | Maud Sambourne                  | Marion Herapath                 |  |  |       |  |  |                            |  |  |              |  |
| David, conte di Snowdon    |                           | Maud Sambourne                  |                                 |  |  |       |  |  |                            |  |  |              |  |
|                            | Giorgio V del Regno Unito | Edoardo VII del Regno Unito     |                                 |  |  |       |  |  |                            |  |  |              |  |
|                            | Giorgio V del Regno Unito | Edoardo VII del Regno Unito     |                                 |  |  |       |  |  |                            |  |  |              |  |
|                            | Giorgio V del Regno Unito | Alessandra di Danimarca         |                                 |  |  |       |  |  |                            |  |  |              |  |
| Giorgio VI del Regno Unito | Giorgio V del Regno Unito |                                 |                                 |  |  |       |  |  |                            |  |  |              |  |
|                            |                           | Mary di Teck                    | Francesco di Teck               |  |  |       |  |  |                            |  |  |              |  |
|                            |                           | Mary di Teck                    | Francesco di Teck               |  |  |       |  |  |                            |  |  |              |  |
|                            |                           | Mary di Teck                    | Maria Adelaide di Cambridge     |  |  |       |  |  |                            |  |  |              |  |
| Margaret del Regno Unito   |                           | Mary di Teck                    |                                 |  |  |       |  |  |                            |  |  |              |  |
|                            |                           | Lord Claude Bowes-Lyon          | Lord Claude Bowes-Lyon          |  |  |       |  |  |                            |  |  |              |  |
|                            |                           | Lord Claude Bowes-Lyon          | Lord Claude Bowes-Lyon          |  |  |       |  |  |                            |  |  |              |  |
|                            |                           | Lord Claude Bowes-Lyon          | Frances Dora Smith              |  |  |       |  |  |                            |  |  |              |  |
| Elizabeth Bowes-Lyon       |                           | Lord Claude Bowes-Lyon          |                                 |  |  |       |  |  |                            |  |  |              |  |
|                            |                           | Lady Cecilia Cavendish-Bentinck | Rev. Charles Cavendish-Bentinck |  |  |       |  |  |                            |  |  |              |  |
|                            |                           | Lady Cecilia Cavendish-Bentinck | Rev. Charles Cavendish-Bentinck |  |  |       |  |  |                            |  |  |              |  |
|                            |                           | Lady Cecilia Cavendish-Bentinck | Louisa Burnaby                  |  |  |       |  |  |                            |  |  |              |  |
|                            |                           | Lady Cecilia Cavendish-Bentinck |                                 |  |  |       |  |  |                            |  |  |              |  |

## Titoli e trattamento
- 3 novembre 1961 - 13 gennaio 2017: David Albert Charles Armstrong-Jones, Visconte Linley
- 13 gennaio 2017 - oggi: David Albert Charles Armstrong-Jones, II conte di Snowdon

## Onorificenze

### Onorificenze britanniche

#### Successione
Linley, in quanto figlio dei conti di Snowdon, la principessa Margaret e Antony Armstrong-Jones, è nipote della regina Elisabetta II e un nipote del re Giorgio VI.
Anche se sua madre era una principessa, nel Regno Unito i titoli erano passati solamente dal padre. Linley non possiede il titolo di Visconte Linley in proprio, piuttosto si tratta di un titolo di cortesia usato dall'erede al titolo di conte di Snowdon. Alla morte del padre, Linley ha assunto il titolo di II conte di Snowdon in proprio e il titolo di cortesia è passato al figlio Charles.
Al momento della sua nascita, Linley era 5º in linea di successione al trono britannico. Attualmente è in 26ª posizione ed è la prima persona nella linea di successione che non discende dalla regina Elisabetta II.